# Wojciech Bartoszek
Wojciech Bartoszek (ur. 20 listopada 1957) – polski aktor teatralny, filmowy i telewizyjny.

## Życiorys
Pochodzi z rodziny aktorskiej. Absolwent Wydziału Aktorskiego Państwowej Wyższej Szkoły Filmowej, Telewizyjnej i Teatralnej im. Leona Schillera w Łodzi (1981). Jeszcze w czasie studiów był aktorem Teatru im. Juliusza Osterwy w Gorzowie Wielkopolskim w latach 1979–1981, na deskach tego teatru 1 marca 1979 zadebiutował rolą Wacława w Zemście. W następnych latach występował w Teatrze im. Wilama Horzycy w Toruniu (1981–1985), a potem w latach 1985–1988 oraz 1992–1993 w Teatrze Dramatycznym w Legnicy. Od 2005 jest aktorem Teatru Nowego im. Kazimierza Dejmka w Łodzi.
W wyborach w 1991 i w 1993 kandydował do Sejmu z listy PSL-PL.

## Teatr (wybór)
- 1979 – Zemsta jako Wacław (reż. Stefania Domańska)
- 1981 – Śluby panieńskie jako Albin (reż. S. Domańska)
- 1981 – Historia jako Witold (reż. Kazimierz Skorupski)
- 1981 – Autobus jako Zakochany (reż. Sławi Szkarow)
- 1981 – Bez ingerencji cenzury (program składany, reż. Elżbieta Bukowińska)
- 1981 – Pan Jowialski jako Lokaj (reż. Zbigniew Szczapiński)
- 1982 – Fantazy jako Jan (reż. Marek Okopiński)
- 1982 – Planeta-bajka (reż. Edward Wojtaszek)
- 1983 – Deficyt jako Z (reż. Miriam Aleksandrowicz-Kraśko); także asystent reżysera
- 1983 – Kartoteka jako Chłopak I; Gość w kapeluszu (reż. Krystyna Meissner)
- 1983 – Muchy jako Ajgistos (reż. Jacek Zembrzuski)
- 1984 – Ferdydurke jako Kopyrda (reż. Waldemar Śmigasiewicz)
- 1984 – Żegnaj, Judaszu jako Judasz (reż. Stefan Knothe)
- 1984 – Opera żebracza jako Impresario (reż. Wojciech Maryański)
- 1984 – Balladyna jako jeden z gminu (reż. K. Meissner)
- 1985 – Lilla Weneda jako Lech (reż. Józef Jasielski)
- 1986 – Wiśniowy sad jako Borys Simeonowi-Piszczyk (reż. J. Jasielski)
- 1987 – Hamlet jako Fortynbras; Duch (reż. J. Jasielski)
- 1989 – Pluskwa jako Oleg Bajan; Profesor (reż. Aleksander Strokowski)
- 1993 – Wesele (reż. Krzysztof Rościszewski)
- 1994 – Przyjaciel wesołego diabła jako Witalis astrolog (reż. Grzegorz Mrówczyński)
- 1994 – Czekając na Godota jako Estragon (reż. G. Mrówczyński)
- 2003 – Dożywocie jako Twardosz (reż. Szczepan Szczykno)
- 2004 – Czekając na Godota jako Estragon (reż. W. Bartoszek)
- 2005 – Kura na plecach (reż. W. Bartoszek)
- 2006 – Termopile polskie jako Suchorzewski (reż. Andrzej Maria Marczewski)
- 2007 – Wesele jako Upiór (reż. Ryszard Peryt)

## Filmografia
- Samo życie jako przewodnik po Białowieskim Parku Narodowym, który zwiedzała rodzina Kubiaków
- Na Wspólnej jako prokurator
- Apetyt na miłość jako właściciel motelu (2006)
- Plebania jako Witek Chowaniec (2006)
- Paradoks jako Nowicki, dyrektor domu opieki społecznej (odc. 5) (2012)
- Komisarz Alex jako Władysław Antoniak (odc. 59) (2014)